# Supercoppa UEFA 1983
La Supercoppa UEFA 1983 è stata la nona edizione della Supercoppa UEFA.
Si è svolta il 22 novembre e il 20 dicembre 1983 in gara di andata e ritorno tra la squadra vincitrice della Coppa dei Campioni 1982-1983, ovvero i tedeschi occidentali dell'Amburgo, e la squadra vincitrice della Coppa delle Coppe 1982-1983, ossia gli scozzesi dell'Aberdeen. A conquistare il titolo è stato l'Aberdeen che ha pareggiato la gara di andata ad Amburgo per 0-0 e ha vinto la gara di ritorno ad Aberdeen per 2-0.

## Partecipanti
| Squadre  | Qualificazione                                | Partecipazioni precedenti (il grassetto indica la vittoria) |
| -------- | --------------------------------------------- | ----------------------------------------------------------- |
| Amburgo  | Vincitrice della Coppa dei Campioni 1982-1983 | 1 (1977)                                                    |
| Aberdeen | Vincitrice della Coppa delle Coppe 1982-1983  | Nessuna                                                     |

## Tabellini

### Andata
| Amburgo 22 novembre 1983 | Amburgo          | 0 – 0 referto | Aberdeen | Volksparkstadion (15.000 spett.)\| Arbitro: \| Vojtěch Christov \| |
| Arbitro:                 | Vojtěch Christov |               |          |                                                                    |

| Amburgo (4-4-2) |   |                        |  |     |
|                 |   |                        |  |     |
| P               | 1 | Uli Stein              |  |     |
| D               |   | Ditmar Jakobs          |  |     |
| D               |   | Holger Hieronymus      |  |     |
| D               |   | Bernd Wehmeyer         |  |     |
| D               |   | Jürgen Groh            |  |     |
| C               |   | Michael Schröder       |  |     |
| C               |   | Jimmy Hartwig          |  | 46’ |
| C               |   | Felix Magath (c)       |  |     |
| C               |   | Wolfgang Rolff         |  |     |
| A               |   | Dieter Schatzschneider |  |     |
| A               |   | Thomas von Heesen      |  |     |
| Sostituzioni:   |   |                        |  |     |
| C               |   | Wolfram Wuttke         |  | 46’ |
| Allenatore:     |   |                        |  |     |
| Ernst Happel    |   |                        |  |     |

| Aberdeen (3-4-3) |   |                   |     |
|                  |   |                   |     |
| P                | 1 | Jim Leighton      |     |
| D                |   | Doug Rougvie      | 44’ |
| D                |   | Alex McLeish      |     |
| D                |   | Willie Miller (c) |     |
| C                |   | Dougie Bell       |     |
| C                |   | Neale Cooper      |     |
| C                |   | Gordon Strachan   |     |
| C                |   | Neil Simpson      |     |
| A                |   | Mark McGhee       |     |
| A                |   | John Hewitt       |     |
| A                |   | Peter Weir        |     |
| Allenatore:      |   |                   |     |
| Alex Ferguson    |   |                   |     |

### Ritorno
| Arbitro: | Horst Brummeier |

|                        |           |  |
| Simpson 47’ McGhee 65’ | Marcatori |  |

| Aberdeen | Amburgo |

| Aberdeen (3-4-3) |   |                   |  |     |
|                  |   |                   |  |     |
| P                | 1 | Jim Leighton      |  |     |
| D                |   | Stewart McKimmie  |  |     |
| D                |   | Alex McLeish      |  |     |
| D                | 6 | Willie Miller (c) |  |     |
| C                | 4 | Neil Simpson      |  |     |
| C                |   | John McMaster     |  |     |
| C                |   | Dougie Bell       |  |     |
| C                |   | Gordon Strachan   |  |     |
| A                |   | John Hewitt       |  | 65’ |
| A                |   | Mark McGhee       |  |     |
| A                |   | Peter Weir        |  |     |
| Sostituzioni:    |   |                   |  |     |
| A                |   | Eric Black        |  | 65’ |
| Allenatore:      |   |                   |  |     |
| Alex Ferguson    |   |                   |  |     |

| Amburgo (5-4-1) |   |                        |  |     |
|                 |   |                        |  |     |
| P               | 1 | Uli Stein              |  |     |
| D               |   | Manfred Kaltz (c)      |  | 68’ |
| D               |   | Ditmar Jakobs          |  |     |
| D               |   | Holger Hieronymus      |  |     |
| D               |   | Bernd Wehmeyer         |  |     |
| D               |   | Jürgen Groh            |  |     |
| C               |   | Jimmy Hartwig          |  |     |
| C               |   | Felix Magath           |  |     |
| C               |   | Michael Schröder       |  |     |
| C               |   | Wolfgang Rolff         |  |     |
| A               |   | Dieter Schatzschneider |  | 41’ |
| Sostituzioni:   |   |                        |  |     |
| C               |   | Allan Hansen           |  | 68’ |
| A               |   | Wolfram Wuttke         |  | 41’ |
| Allenatore:     |   |                        |  |     |
| Ernst Happel    |   |                        |  |     |